# Lac Lower Sand Creek
Le lac Lower Sand Creek (en anglais : Lower Sand Creek Lake) est un lac de barrage américain dans le comté de Saguache, au Colorado. Il est situé à 3 493 mètres d'altitude au sein de la Sangre de Cristo Wilderness, dans les parc national et réserve des Great Sand Dunes.